# El Houaita
El Houaita (em árabe: الحوايطة) é uma cidade e comuna localizada na província de Laghouat, Argélia. Segundo o censo de 2008, a população total da cidade era de 2 789 habitantes.